# Colpochila melina
Colpochila melina är en skalbaggsart som beskrevs av Britton 1986. Colpochila melina ingår i släktet Colpochila och familjen Melolonthidae. Inga underarter finns listade i Catalogue of Life.